# Morter d'Infanteria Tipus 11 de 70 mm
El Morter d'Infanteria Tipus 11 de 70 mm, era un morter d'infanteria d'avantcàrrega de canó amb estries utilitzat per les forces de l'Imperi Japonès durant la Segona Guerra Mundial i Segona Guerra sino-japonesa. La designació del Tipus 11 ve donada per l'any en el que l'arma va ser acceptada en servei per l'Exèrcit Imperial Japonès, l'any 11 del regnat de l'Emperador Taushō. En el calendari gregorià, aquest any equival a 1922.
El morter va ser utilitzat per primera vegada en 1922 i va ser el primer morter que va entrar en servei en l'Exèrcit Imperial Japonès. El Morter va ser posteriorment reemplaçat pel Canó de Batalló Tipus 92.

## Disseny

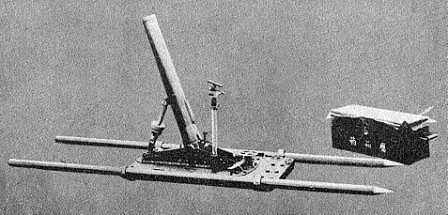
Un morter d'infanteria Tipus 11 amb mànecs per al transport

El morter Tipus 11 (1922) era excepcional entre els morters japonesos, ja que, a pesar de ser una arma d'avantcàrrega, aquest disposava d'estriat en el canó. El nom de marcatge del morter era: Morter d'Infanteria d'Alt Angle de l'Any 11. Utilitzava un monopode per a donar suport al canó del morter, el qual era similar al que utilitzaven els EUA en el morter químic de 2)4,2 inch, el qual el feia peculiar entre altres morters. The total weight of the weapon is 133.75 lb (60.7 kg), of which 99.5 lb (45.1 kg) represents the weight of the base plate. La rotació de la peça era de 410 mils (23°), i la seva elevació era de 661 a 1370 mils (de 37° a 77°). Un quadrant de tirador era utilitzat per a situar l'ar a. Disposa d'un nivell viari, activat per un nus, un braç mòbil i una escala d'elevació fixa. L'escala d'elevació està graduada en mitjes unitats (O graus), de 0 graus a 55. El braç mòbil disposa d'una escala de Vernier, el que permet llegir fins a 1/16è de grau. Abans que l'arma pogués ser disparada, mitjançant un acollador fixat al braç del detonador, el pestell de la recamera havia d'estar situat en posició de recés.
L'arma estava operada per un equip d'uns deu homes, encara que en cas de ser necessari, es podien reduir els seus operadors en gran número, fins a poder ser operat per un sol home o dos, encara que de manera imprecisa i lenta.

## Munició
El projectil explosiu complet consistia en el detonador, el cos del projectil i el combustible/càrrega per a impulsar el projectil, junt amb les càrregues addicionals. El detonador era de tipus detonador de punt, que consistia en dues peces de llautó com a cos, una tassa de reforç, un detonador, i un netejador. El cos de metall estava roscat a la parte superior del ensamblatje del detonador, i a la part inferior per a poder col·locar la càrrega de combustible. Estava marcat amb una linea blanca al voltant del cos del projectil, indicant que el cos de l'arma estava construït per un metall d'alta qualitat, i una línea vermella al voltant de la punta d'aquest, indicant que estava plena d'alt explosiu (pólvora negra). La càrrega combustible consistia en una càpsula de percussió, la càrrega de combustible, i una cinta rotatòria expansiva de coure. La càrrega de combustible es encesa quan la càpsula de percussió es impactada pel pin detonador. Els gasos del combustible expandeixen la cinta rotatòria de coure contra les estries interiors del canó; les estries causen que el projectil roti i gràcies a això, augmenti la seva precisió durant el vol. The projectile is 8.62 polzades (218.9 mm) long and 2.18 polzades (55.4 mm) inches in diameter; the complete round weighs 4 lliures 10.8 unces (2.12 kg). El morter de 70 mm també estava dissenyat per a disparar el inusual projectil de tipus anti aèri, el qual consistia en un projectil que deixava caure diverses mines antiaèries al arribar al seu punt més alt.